# Nicoloso da Recco (cacciatorpediniere)
Il Nicoloso da Recco è stato un esploratore e successivamente un cacciatorpediniere della Regia Marina e della Marina Militare.

## Storia

### Il nome
La nave venne intitolata al navigatore genovese Nicoloso da Recco che nel 1341, insieme al fiorentino Angiolino del Tegghia de' Corbizzi, compì un viaggio alle Canarie per conto di Alfonso IV del Portogallo.

### Gli anni trenta
Dopo la consegna, eseguito un breve periodo di addestramento, rientrò in cantiere per modifiche per il miglioramento della stabilità (alleggerimento e abbassamento delle sovrastrutture), nonché la sostituzione di timone (1932) e tubi lanciasiluri.
Insieme alle unità gemelle Alvise da Mosto, Antonio da Noli, Lanzerotto Malocello, Leone Pancaldo, Emanuele Pessagno, Luca Tarigo in qualità di ammiraglia della Divisione Esploratori, partecipò alla scorta di appoggio agli idrovolanti Savoia-Marchetti S.55A di Italo Balbo durante la celebre trasvolata Italia-Brasile che si svolse dal 17 dicembre 1930 al 15 gennaio 1931. L'unità, partita dalla Spezia il 1º dicembre trascorse lontano dall'Italia oltre cinque mesi, rientrando il 27 maggio 1931.
Al rientro iniziò l'attività di squadra e nello stesso anno, dopo aver partecipato ai festeggiamenti per il 50º anniversario dell'Accademia Navale di Livorno, ricevette a Genova, l'8 dicembre, la bandiera di combattimento, offerta dal comune di Recco.
Tra il 1936 ed il 1938 nel corso della guerra civile spagnola prese parte ad azioni di pattugliamento nelle acque del Mar Mediterraneo occidentale, con base a Tangeri e Cadice e area operativa nel bacino occidentale del Mediterraneo.
Declassato a cacciatorpediniere il 5 settembre 1938, divenne caposquadriglia della XVI Squadriglia cacciatorpediniere alle dipendenze della II Squadra di base alla Spezia.
Nel marzo 1939 il da Recco fu inviato a Tripoli, mentre in aprile prese parte alle operazioni per l'occupazione dell'Albania.
Il Da Recco fu poi temporaneamente assegnato alla Divisione Scuola Comando.
Successivamente la XVI Squadriglia cacciatorpediniere venne trasferita a Taranto alle dipendenze della VIII Divisione Navale della I Squadra.
Il 22 ottobre 1939 il Da Recco lasciò Taranto e fu dislocato a Lero, ove rimase, operando in Egeo, sino al 30 aprile 1940.
Nel maggio 1940 fu impiegato in Albania.
Contrariamente alla quasi totalità delle unità gemelle (eccettuato l’Usodimare) non subì l'ultimo ciclo di modifiche, per cui mantenne la conformazione originale fino alla fine della propria carriera operativa.

### La seconda guerra mondiale
All'inizio del secondo conflitto mondiale era caposquadriglia della XVI Squadriglia Cacciatorpediniere, che formava insieme ai gemelli Usodimare, Tarigo e Pessagno.
Alle due di notte del 12 giugno 1940 salpò da Taranto, insieme al Pessagno, all’Usodimare, alla I Divisione (incrociatori pesanti Zara, Fiume e Gorizia), alla VIII Divisione (incrociatori leggeri Duca degli Abruzzi e Garibaldi) ed alla IX Squadriglia Cacciatorpediniere (Alfieri, Oriani, Gioberti, Carducci) per pattugliare il Mar Ionio.
Alle 14.10 del 7 luglio 1940 salpò da Taranto insieme a Pessagno ed Usodimare ed alle Divisioni incrociatori IV (da Barbiano, Alberto di Giussano, Cadorna e Diaz) e VIII (Duca degli Abruzzi e Garibaldi) in appoggio ad un convoglio per la Libia (trasporti truppe Esperia e Calitea, motonavi Marco Foscarini, Francesco Barbaro e Vettor Pisani, scortate dalle torpediniere Orsa, Procione, Orione, Pegaso, Abba e Pilo).

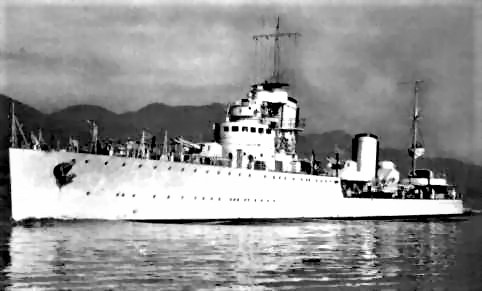
Un’altra immagine del Da Recco

Tale formazione si unì poi alla I e II Squadra Navale, partecipando alla battaglia di Punta Stilo del 9 luglio 1940, nella quale tuttavia il Da Recco non ebbe un ruolo di rilievo, pur prendendo parte alla reazione contraerea a contrasto degli attacchi aerei che la squadra italiana subì dopo la battaglia.
Il 1º agosto lasciò Augusta insieme ai gemelli Vivaldi, da Noli, Pessagno ed Usodimare per una missione di caccia antisommergibile, che si concluse con l'affondamento del sommergibile britannico Oswald da parte del Vivaldi.
Il 28 novembre bombardò, insieme ai cacciatorpediniere Pigafetta, Pessagno e Riboty e alle torpediniere Bassini e Prestinari, le posizioni greche nei pressi di Corfù.
Il 18 dicembre bombardò di nuovo con le proprie artiglierie, unitamente agli incrociatori Raimondo Montecuccoli e Eugenio di Savoia e ai cacciatorpediniere Pigafetta, Pessagno e Riboty, le linee greche a Corfù.
Il 4 marzo 1941 prese parte ad operazioni di bombardamento della costa albanese.
Alle nove di sera del 26 marzo 1941 salpò da Brindisi con il gemello Pessagno e con la VIII Divisione incrociatori (Duca degli Abruzzi, Garibaldi), aggregandosi poi alla squadra navale – corazzata Vittorio Veneto, Divisioni incrociatori I (Zara, Pola, Fiume) e III (Trento, Trieste, Bolzano), Squadriglie cacciatorpediniere IX (Alfieri, Oriani, Gioberti, Carducci), XIII (Granatiere, Bersagliere, Fuciliere, Alpino), XII (Corazziere, Carabiniere, Ascari) – destinata a partecipare all'operazione «Gaudo», poi sfociata nella battaglia di Capo Matapan. 
Il da Recco e il Pessagno, che formavano la scorta dell'VIII Divisione Incrociatori, furono inizialmente destinati all' incursione a nord di Creta ma vennero poi riassegnati all' azione principale nelle acque di Gaudo, dove arrivarono troppo tardi per partecipare allo scontro. Dopo il siluramento della Veneto furono distaccati a nord del gruppo principale per intercettare un possibile attacco di unità siluranti da quella direzione e svolsero questo compito fino alla luce del giorno, quando le navi italiane ripresero la formazione compatta che offre una miglior protezione contro gli attacchi aerei.
Dal 19 al 23 aprile 1941, insieme alla VII Divisione incrociatori (Eugenio di Saovia, Duca d’Aosta, Attendolo e Montecuccoli) e ai gemelli da Mosto, Pessagno, da Verrazzano, Pigafetta e Zeno, effettuò la posa dei campi minati «S 11», «S 12» ed «S 13» (con l'impiego in tutto di 321 mine e 492 galleggianti esplosivi) ad est di Capo Bon.
Tra il 23 ed il 24 aprile le unità ripeterono l'operazione posando altre 740 mine.
Il 1º maggio posò nuovamente mine a nordest di Tripoli, insieme ai gemelli Pigafetta, Da Verrazzano, Da Mosto, Zeno e Pessagno ed agli incrociatori Eugenio di Savoia, Duca d'Aosta ed Attendolo.
Il 4-5 maggio fornì scorta indiretta – insieme ai gemelli Pigafetta, Da Mosto, Zeno e Da Verrazzano ed agli incrociatori leggeri Eugenio di Savoia, Attendolo e Duca d'Aosta – ad un convoglio (formato dal trasporto truppe Victoria e dai cargo Marco Foscarini, Barbarigo, Calitea, Ankara, Andrea Gritti e Sebastiano Venier scortati dai cacciatorpediniere Vivaldi, da Noli e Malocello e dalle torpediniere Cassiopea, Orione e Pegaso) in rotta Napoli-Tripoli: le navi giunsero indenni a destinazione nonostante l'individuazione di un sommergibile, che tuttavia non attaccò.
Nell'estate 1941 fu dislocato a Palermo.
Il 3 giugno 1941 effettuò la posa di due campi minati a nordest di Tripoli, insieme ai cacciatorpediniere Pigafetta, da Verrazzano, Usodimare, Gioberti, Scirocco e da Mosto ed alle Divisioni IV (incrociatori leggeri Bande Nere e di Giussano) e VII (incrociatori leggeri Eugenio di Savoia, Duca d'Aosta ed Attendolo).
Il 28 giugno posò il campo minato «S 2» nel Canale di Sicilia insieme agli incrociatori Attendolo e Duca d'Aosta ed ai cacciatorpediniere Pigafetta, Da Verrazzano, Da Mosto e Pessagno.
Il 7 luglio, insieme alle Divisioni incrociatori IV (Bande Nere e di Giussano) e VII (Attendolo e Duca d'Aosta) ed ai cacciatorpediniere Pigafetta, da Mosto, Pessagno, da Verrazzano, Maestrale, Grecale e Scirocco, effettuò una missione di posa mine nel Canale di Sicilia.
Il 19 agosto appartenne, insieme ai cacciatorpediniere Gioberti, Vivaldi, Oriani ed alla torpediniera Dezza, cui poi si aggregò anche la X Squadriglia (Maestrale, Grecale, Libeccio, Scirocco), alla scorta di un convoglio in navigazione da Napoli a Tripoli (trasporti truppe Marco Polo, Esperia, Neptunia ed Oceania); il 20 agosto, quando ormai i trasporti avevano imboccato la rotta di sicurezza per Tripoli (scampando anche ad un attacco da parte del sommergibile HMS Unbeaten) il sommergibile britannico Unique silurò l’Esperia, che affondò in posizione 33°03' N e 13°03' E; fu possibile trarre in salvo ben 1139 uomini, mentre le vittime furono 31.

La prora del cacciatorpediniere Nicoloso Da Recco, in linea di fila dietro un'altra unità di scorta, durante una missione di scorta convoglio

Il 1º settembre salpò da Napoli per scortare, insieme ai cacciatorpediniere Folgore, Dardo e Strale, le motonavi Andrea Gritti, Rialto, Vettor Pisani, Sebastiano Venier e Francesco Barbaro; il 3 il convoglio fu attaccato da aerei e l’Andrea Gritti, incendiata da aerei, saltò in aria con la morte di 347 uomini, mentre la Francesco Barbaro, danneggiata, dovette essere rimorchiata a Messina dal Dardo con l'assistenza dei cacciatorpediniere Ascari e Lanciere; il resto del convoglio giunse a Tripoli l'indomani.
Il 5 settembre salpò da Tripoli per scortare a Napoli, insieme ai cacciatorpediniere Folgore, Freccia e Strale cui si aggiunsero la torpediniera Circe, il piroscafo Ernesto, la motonave Col di Lana e la nave cisterna Pozarica; il 7 settembre l’Ernesto fu silurato e danneggiato dal sommergibile olandese O 21 al largo di Pantelleria fu condotto a Trapani da Strale e Circe (arrivandovi l'8), mentre il resto del convoglio proseguiva per Napoli (ove giunse l'indomani).
Nelle prime ore della sera del 16 settembre partì da Taranto per scortare il convoglio «Vulcania», diretto a Tripoli: formavano il convoglio i trasporti truppe Neptunia ed Oceania, scortati, oltre che dal Da Recco – che, al comando del capitano di vascello Stanislao Esposito, era il caposcorta –, dai cacciatorpediniere Antoniotto Usodimare, Antonio Da Noli, Vincenzo Gioberti ed Emanuele Pessagno. Il convoglio incappò però in uno sbarramento formato al largo delle coste libiche dai sommergibili britannici Upholder, Unbeaten, Upright ed Ursula: alle 4.15 del 18 settembre, i siluri lanciati dall’Upholder centrarono il Neptunia e l’Oceania, che s'immobilizzarono ed iniziarono ad imbarcare acqua. Contemporaneamente all'impatto delle armi contro le due navi giunse a bordo del Da Recco il tardivo avvertimento da parte di Supermarina – che aveva intercettato e decifrato un messaggio dell’Unbeaten – della possibilità di un attacco subacqueo. Il comandante Esposito ordinò che il Vulcania, indenne, proseguisse con la scorta dell’Usodimare (entrambe le navi giunsero indenni a Tripoli nonostante un attacco dell’Ursula), mentre gli altri cacciatorpediniere diedero infruttuosamente la caccia al sommergibile attaccante, fornirono assistenza all’Oceania e recuperarono i naufraghi della Neptunia, ormai in via di affondamento (la nave s'inabissò, di poppa, alle 6.50). Alle 8.50 l’Oceania, che era in corso di evacuazione mentre se ne preparava il rimorchio da parte del Pessagno, fu nuovamente silurata dall’Upholder ed affondò rapidamente; ai cacciatorpediniere non rimase che recuperare i naufraghi. Dei 5818 uomini imbarcati sulle due navi fu possibile trarne in salvo 5434; il Da Recco contribuì all'operazione di soccorso recuperando il notevole numero di 1302 superstiti.
Il 12 ottobre 1941 lasciò Trapani di scorta, insieme al cacciatorpediniere Sebenico ed alla vecchia torpediniera Cascino, ai piroscafi Nirvo e Bainsizza ed al rimorchiatore Max Barendt, diretti in Libia; il 14 ottobre il Bainsizza fu danneggiato da aerosiluranti in posizione 34°15' N e 12°12' E, affondando l'indomani mentre era in corso il tentativo di rimorchio da parte del rimorchiatore Ciclope.
Dal 16 al 19 ottobre fece parte della scorta (cacciatorpediniere Folgore, Fulmine, Gioberti, Usodimare, Sebenico) di un convoglio in navigazione da Napoli a Tripoli (trasporti Beppe, Marin Sanudo, Probitas, Paolina e Caterina), cui si aggregarono poi il motopeschereccio Amba Aradam e la torpediniera Cascino; il Beppe fu silurato il 18 dal sommergibile HMS Ursula, dovendo essere preso a rimorchio dal rimorchiatore Max Barendt, cui fornirono assistenza lo stesso Da Recco e la torpediniera Calliope, giungendo a Tripoli il 21, mentre il Caterina affondò nel punto a 62 miglia per 350° da Tripoli in seguito ai danni riportati in un attacco aereo; il resto del convoglio arrivò a Tripoli il 19.
Alle 5.30 del 21 novembre salpò da Napoli per scortare in Libia insieme alla torpediniera Cosenz, nell'ambito di un'operazione di traffico, la moderna motonave Monginevro e la grossa nave cisterna Iridio Mantovani; l'operazione tuttavia fallì in seguito al siluramento e grave danneggiamento degli incrociatori Trieste e Duca degli Abruzzi (parte della scorta indiretta).
Alle 10.30 del 12 dicembre salpò da Messina per scortare a Taranto – da dove le navi sarebbero proseguite per Tripoli – insieme all’Usodimare, nell'ambito dell'operazione «M 41», il convoglio «A», formato dalle moderne motonavi Fabio Filzi e Carlo Del Greco; alle 2.30 del 13, mentre le navi transitavano 15 miglia a sud di Capo San Vito, ad una decina di miglia da Taranto, furono attaccate dal sommergibile HMS Upright che silurò i mercantili: il Filzi si capovolse ed affondò in sette minuti, il Del Greco, mentre se ne tentava rimorchio, affondò per i danni; perirono 214 dei 649 uomini imbarcati sulle due navi.
Dal 16 al 18 dicembre, nell'ambito dell'operazione di traffico «M 42», scortò da Taranto a Tripoli, unitamente ai gemelli Da Noli, Malocello, Vivaldi, Zeno e Pessagno, il convoglio «L», composto dalle moderne motonavi Napoli, Monginevro e Vettor Pisani (inizialmente le navi viaggiarono insieme ad un altro convoglio, l'«N» – motonave Ankara, cacciatorpediniere Saetta, torpediniera Pegaso – separandosi poi al largo di Misurata). Alle 21.40 del 18 dicembre la Napoli fu colpita da bombardieri ed aerosiluranti al largo di Tagiura riportando seri danni, ma il Da Noli la prese a rimorchio trainandola a Tripoli (ove arrivò l'indomani).
Il 19 dicembre, alle 19.45, accidentalmente speronò ed affondò, all'imboccatura del porto di Tripoli, il dragamine ausiliario (ex rimorchiatore) G 32 Ferruccio.
Alle 10.15 del 3 gennaio 1942 salpò da Messina unitamente ai cacciatorpediniere Bersagliere, Fuciliere, Vivaldi ed Usodimare per scortare a Tripoli, nell'ambito dell'operazione «M 43» (tre convogli per la Libia con in mare complessivamente 6 mercantili, 6 cacciatorpediniere e 5 torpediniere), un convoglio composto dalle moderne motonavi Nino Bixio, Lerici e Monginevro: tutti i mercantili giunsero a destinazione il 5 gennaio.
Il 18 gennaio stava scortando insieme all’Usodimare la grande motonave cisterna Giulio Giordani quando il convoglio venne attaccato da aerosiluranti Fairey Swordfish dell'830° Squadron, uscendone tuttavia senza danni.
Nel marzo 1942 ne assunse il comando il capitano di vascello Aldo Cocchia. In quel momento il Da Recco era ai grandi lavori a La Spezia, lavori che si protrassero sino ad inizio maggio, comportando, oltre alla manutenzione delle macchine, l'eliminazione di gran parte dei materiali infiammabili e l'imbarco di un ecogoniometro. Il 9 maggio la nave, terminati i lavori ed effettuati collaudi ed esercitazioni, lasciò La Spezia.
Nel pomeriggio dell'11 maggio partì da Napoli per Tripoli di scorta – insieme al cacciatorpediniere Premuda ed alle torpediniere Castore, Polluce, Pallade e Climene – ad un convoglio composto dalle moderne motonavi da carico Gino Allegri, Reginaldo Giuliani, Ravello, Agostino Bertani e Unione e dal grosso piroscafo tedesco Reichenfels: si trattava dell'operazione di traffico «Mira», che prevedeva l'invio in Libia di 58 carri armati, 713 veicoli, 3086 tonnellate di combustibili ed olii lubrificanti, 513 uomini e 17.505 t di munizioni ed altri rifornimenti. La Giuliani fu colta da un'avaria alle pompe e dovette ripiegare su Palermo; per scortarla fu distaccato il Premuda. Il resto del convoglio giunse indenne a destinazione.
L'unità lasciò poi Tripoli scortando la grossa motonave Gino Allegri, che scortò a Brindisi (durante la navigazione fu necessario avvertire l’Allegri che stava per finire su un campo minato italiano).
Il 30 maggio lasciò Brindisi con l’Allegri unendosi poi al cacciatorpediniere Euro ed alla motonave Rosolino Pilo; dopo aver gettato alcune bombe di profondità contro un sommergibile di dubbia nazionalità, il Da Recco si separò da Euro ed Allegri (quest'ultima fu poco dopo affondata da un attacco aereo) e scortò la Pilo a Bengasi.
Nella seconda settimana di giugno il da Recco fu sottoposto a brevi lavori ai motori, ed a metà mese fu temporaneamente dislocato a Messina con funzioni di soccorso ad eventuali navi danneggiate nella battaglia di mezzo giugno.
Il 20 giugno, alle due di notte, salpò da Napoli di scorta, insieme al cacciatorpediniere Strale ed alla torpediniera Centauro, alle motonavi Rosolino Pilo e Reichenfels dirette a Tripoli con un carico di 4 carri armati, 376 automezzi, 290 militari, 638 tonnellate di combustibili ed olii lubrificanti e 7117 di altri rifornimenti. Nella notte successiva lo Strale s'incagliò sulle coste della Tunisia e la Centauro fu inviata ad assisterlo, quindi rimase solo il Da Recco a scortare il convoglio, che a mezzogiorno del 21 giugno fu assalito da 9 aerosiluranti Bristol Beaufort scortati da 6 caccia Bristol Beaufighter: la forte reazione del Da Recco abbatté tre velivoli, compreso il caposquadriglia (da bordo dell'unità si ritenne di averne abbattuti il doppio), disperdendo gli altri, ma uno dei siluri andò ugualmente a segno colpendo a prua il Reichenfels, che, nonostante il tentativo, da parte del Da Recco, di avvicinarsi per trasbordarvi del personale o quanto meno prenderlo a rimorchio, s'inabissò in un quarto d'ora. Al Da Recco non rimase che recuperare equipaggio e truppe del Reichenfels – circa 300 uomini, senza vittime –, nonché 6 aviatori – un canadese ed uno neozelandese degli aerei attaccanti e 4 tedeschi di uno Junkers Ju 88 della scorta indiretta abbattuto dagli aerei inglesi nello scontro – e scortare l'illesa Pilo a Tripoli.
Ancora in giugno scortò in Libia, unitamente al cacciatorpediniere Saetta, le motonavi Monviso (italiana) ed Ankara (tedesca); durante la notte il convoglio fu infruttuosamente attaccato da aerosiluranti, uno dei quali fu colpito dal Da Recco e finito dal Saetta.
Ad inizio agosto effettuò, insieme al gemello da Verrazzano, una missione di trasporto verso Navarino, ove sbarcò viveri, e Tobruch, ove trasportò truppe (il da Verrazzano effettuò analoga missione verso Bengasi). Al largo delle coste libiche il Da Recco (frattanto riunitosi al Da Verrazzano) urtò con un'elica un oggetto sommerso, mentre, durante il viaggio di ritorno, l'evaporatore della macchina prodiera esplose causa il malfunzionamento di una valvola di sicurezza.
Per riparare tali avarie l'unità trascorse un mese ai lavori nell'arsenale di Taranto
Il 15 agosto stava scortando da Brindisi a Bengasi, insieme alle torpediniere Castore, Polluce e Calliope, le grosse motonavi Lerici e Ravello, quando, alle 18.30, in posizione 34°50' N e 21°30' E, la Lerici fu silurata ed incendiata dal sommergibile HMS Porpoise: il Da Recco proseguì per Bengasi con Castore e Ravello, mentre la Lerici, dopo inutili tentativi di salvataggio da parte della Calliope, affondò di poppa.
Il 17 agosto salpò da Bengasi per scortare a Brindisi, unitamente al cacciatorpediniere Saetta ed alle torpediniere Castore ed Orione, le motonavi Sestriere e Nino Bixio: alle 15.35 dello stesso giorno, tuttavia, la Bixio fu centrata e gravemente danneggiata da due siluri del sommergibile Turbulent, che uccisero 434 uomini. Mentre la Bixio veniva trainata a Navarino dal Saetta, il Da Recco proseguì per la destinazione insieme a Sestriere e Castore.
Il 24 agosto lasciò Brindisi diretto al Pireo di scorta alla motonave Manfredo Camperio; una volta giunto nel porto greco, al convoglio si aggiunsero il piroscafo Tergestea e le torpediniere Polluce e Climene. Ripartito il convoglio per Bengasi, alle 7.49 del 27 agosto la Camperio fu silurata dal sommergibile HMS Umbra e s'incendiò: mentre la Polluce tentava di salvare la nave incendiata (ma il tentativo fu vano ed alle 12.28 fu la stessa Polluce a dover finire a cannonate la Camperio, che s'inabissò in posizione 35°39' N e 23°07' E), il Da Recco individuò il sommergibile attaccante e lo sottopose al lancio di quattro scariche di bombe di profondità: vennero a galla bolle d'aria, rottami, chiazze di nafta e fu infine vista affiorare per qualche secondo un'unità subacquea capovolta, che affondò subito dopo: tutto ciò fece pensare di aver affondato l'unità nemica, ma la Royal Navy non ha mai confermato alcuna perdita (l’Umbra sopravvisse alla guerra venendo demolito nel 1946). Il Da Recco si riunì poi alla Climene nello scortare il Tergestea a Bengasi; durante la navigazione furono avvistati e recuperati quattro naufraghi (due dal Da Recco e due dalla Climene) unici superstiti di un gruppo di un centinaio di uomini finiti in mare una settimana prima in seguito al siluramento della Bixio.

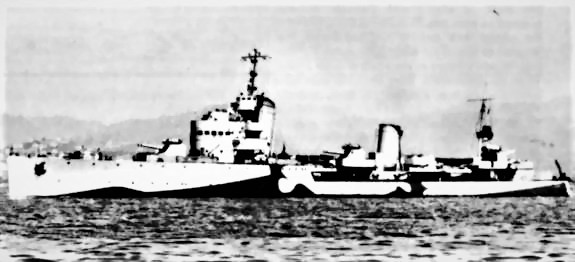
Il da Recco in navigazione nell'estate del 1942

In settembre il Da Recco fu impiegato principalmente nelle scorte sulle rotte del Mar Egeo.
Una di queste missioni fu la scorta dal Pireo a Salonicco della piccola nave cisterna tedesca Ossag.
Da Salonicco il da Recco salpò insieme al dragamine ausiliario tedesco Bulgaria, scortando sino ai Dardanelli la nave cisterna Albaro, diretta a Costanza.
In un'altra occasione scortò da Candia al Pireo i due piccoli piroscafi Minerva e Ginetto insieme a due motozattere armate tedesche.
In seguito scortò dal Pireo a Tobuk l'incrociatore ausiliario Barletta carico di munizioni, eludendo un attacco aereo notturno.
Il 24 settembre lasciò il Pireo per scortare a Tobruk, insieme alle torpediniere Lupo, Sirio e Castore, i piroscafi Menes (tedesco) ed Anna Maria Gualdi (italiano), cui poi si aggiunsero la nave cisterna Proserpina e le torpediniere Libra e Lira. Il convoglio giunse a destinazione indenne dopo aver respinto un attacco aereo.
Alle otto di sera del 12 ottobre salpò da Brindisi di scorta, insieme al cacciatorpediniere Folgore ed alle torpediniere Ardito e Clio, alla moderna motonave D'Annunzio; il convoglio si congiunse poi con un altro proveniente da Corfù (torpediniera Partenope e cacciatorpediniere Lampo di scorta alla motonave Foscolo); e giunse indenne in porto il 14, nonostante continui attacchi aerei che vennero respinti con il fuoco delle armi di bordo. Il Da Recco e le altre unità della scorta ripartirono in giornata e scortarono poi le motonavi Sestriere e Ruhr in rotta di rientro, senza venire attaccati.
Il 31 ottobre partì insieme ai più moderni cacciatorpediniere Bersagliere e Corazziere per trasportare a Tobruch un carico di 250 tonnellate di munizioni (ripartite tra tutte e tre le navi): percorrendo la rotta del Mediterraneo orientale, le tre navi giunsero a destinazione il 2 novembre nonostante un violento attacco aereo (protrattosi per due ore e mezzo) effettuato nella notte tra il 1° ed il 2 novembre, durante il quale il Da Recco, all'1.40, fu colpito da un siluro che cadde inesploso sul ponte di prua, provocò vari danni di modesta entità e quindi rotolò in acqua, mentre l'aereo attaccante veniva colpito ed abbattuto dal Da Recco.
Terminati i lavori di riparazione del danno subito, il Da Recco effettuò una prima missione di scorta a Patrasso e quindi una seconda (ad un trasporto italiano e ad uno tedesco) da Patrasso a Taranto.
Il 28 novembre salpò da Taranto per scortare a Palermo, insieme al cacciatorpediniere Lampo, il piroscafo Gualdi e la nave cisterna Giorgio: il Gualdi dovette riparare a Messina causa una grave avaria alle macchine, mentre le altre tre unità giunsero a Palermo il mattino seguente.
Alla mezzanotte del 2 dicembre salpò da Palermo al comando del capitano di vascello Aldo Cocchia per scortare a Palermo, insieme ai cacciatorpediniere Folgore e Camicia Nera ed alle torpediniere Procione e Clio, il convoglio «H» (trasporti truppe Aventino e Puccini, trasporto militare tedesco KT 1, traghetto Aspromonte, con a bordo in tutto 1766 militari, 698 t di materiali, soprattutto munizioni, 32 automezzi, 4 carri armati, 12 pezzi d’artiglieria). Mediante l'organizzazione Ultra la Royal Navy venne a sapere del convoglio e inviò contro di esso la Forza Q (incrociatori leggeri HMS Aurora, HMS Sirius e HMS Argonaut, cacciatorpediniere HMS Quentin e HMAS Quiberon). Alle 00.37 le navi britanniche intercettarono il convoglio «H» e lo attaccarono presso il banco di Skerki (costa tunisina): nel violento scontro, che si protrasse per un'ora, furono affondati tutti i trasporti (tranne il Puccini, irrimediabilmente danneggiato ed autoaffondato in un secondo tempo) ed il Folgore e gravemente danneggiata la Procione. Il Da Recco, che si trovava in testa al convoglio, ed aveva ricevuto il messaggio con cui Supermarina lo informava della presenza della Forza Q a mezzanotte, alle 00.05 ordinò un'accostata ad un tempo di 90° sulla sinistra ed alle 00.17 un'accostata ad un tempo sulla dritta per tornare sulla rotta precedente, ordine che, causa il malfunzionamento degli apparati radio dei mercantili, provocò una collisione tra Aspromonte e Puccini e la perdita di contatto del KT 1 con le altre navi. Alle 00.38, un minuto dopo l'apertura del fuoco da parte della Forza Q contro il KT 1, il comandante Cocchia ordinò alle altre unità di portarsi al contrattacco e quindi diresse a sua volta verso la formazione inglese, facendo fuoco con i pezzi da 120 mm con tiro sia battente (per colpire le navi britanniche) che illuminante (per renderle meglio visibili alle altre navi italiane); dopo qualche minuto accostò e tornò all'attacco alle 00.55, continuando a sparare sino a che, alle 00.57, la Forza Q non rimase a poppa del Da Recco. Il cacciatorpediniere diresse quindi verso est per riavvicinarsi alla formazione nemica: la trovò verso l'1.30, a circa 4000 metri di distanza, e manovrò per avvicinarsi senza farsi vedere (dunque senza riaprire il fuoco), nell'intento di portarsi a breve distanza e quindi attaccare con i siluri; ma quando ormai la nave era pronta al lancio, a meno di 2000 metri dalle navi inglesi, della nafta accumulatasi nel fumogeno del fumaiolo prodiero prese fuoco eruttando una colonna di scintille, che rivelò la posizione del Da Recco alle unità avversarie. Mentre la nave accostava per lanciare i siluri ed allontanarsi una prima salva di quattro colpi cadde a poca distanza; subito dopo una seconda andò invece a segno: due proiettili distrussero il complesso binato di prua ed altri due centrarono il relativo deposito munizioni, provocando una devastante deflagrazione che avvolse l'intera zona prodiera ed investì la sovrastruttura della plancia uccidendo od ustionando gravemente tutti quelli che vi si trovavano: in tutto morì od ebbe gravi ustioni la metà dell'equipaggio tra cui lo stesso comandante Cocchia, che tuttavia mantenne a lungo il comando. Mentre la Forza Q, ultimata la distruzione del convoglio, si allontanava senza impartire il colpo di grazia al Da Recco, a bordo della nave in fiamme, che si era frattanto fermata (il direttore di macchina, capitano del Genio Navale Cesare Petroncelli, aveva ritenuto opportuno, in tale situazione, fermare i motori) l'equipaggio rimasto abile (non più di un quarto, dato che, oltre ai morti ed ai feriti, molti uomini erano caduti in mare o vi si erano gettati), sotto la direzione del comandante in seconda, capitano di corvetta Pietro Riva, cercò di circoscrivere e domare il furioso incendio, mentre l'ufficiale alle comunicazioni, tenente di vascello Alfredo Zambrini, ed il sergente radiotelegrafista Mario Sforzi, entrambi ustionati, rimisero in funzione un radiosegnalatore informando le altre navi della critica situazione del Da Recco e richiedendo assistenza. Verso le otto del mattino gli incendi poterono essere domati e le macchine rimesse in moto; i feriti gravi e gli ustionati, una sessantina, furono trasbordati sul gemello Da Noli, mentre il Pigafetta prese a rimorchio la malridotta unità (che si era peraltro notevolmente appruata) trainandola a Trapani.
Nel combattimento erano rimasti uccisi 118 uomini del Da Recco: 5 ufficiali, 15 sottufficiali e 98 tra sottocapi e marinai.
Alla memoria del tenente di vascello Zambrini, deceduto in ospedale a Trapani per le ustioni riportate, fu conferita la Medaglia d'oro al valor militare; analoga decorazione, a vivente, ricevette il comandante Cocchia.
I lavori di riparazione furono molto lunghi: dopo venti giorni passati a Trapani per essere rimesso in condizioni di navigare, il Da Recco fu trasferito all'Arsenale di Taranto dove rimase dal 9 gennaio al 26 giugno 1943, tornando poi in servizio nel luglio 1943; oltre alla riparazione dei danni furono effettuati lavori di modifica, quali la sostituzione del complesso lanciasiluri di poppa e delle mitragliere da 13,2 mm rispettivamente con 2 mitragliere da 37 mm e 9 da 20 mm. Fu inoltre imbarcato un radar Ec3/ter «Gufo».
Tra luglio e settembre la nave operò in missioni di scorta alle unità incaricate di posare sbarramenti di mine nel Mar Ionio.
Alle 17 del 9 settembre 1943, in seguito alla proclamazione dell'armistizio, il Da Recco salpò da Taranto insieme alle corazzate Duilio ed Andrea Doria ed agli incrociatori leggeri Luigi Cadorna e Pompeo Magno per consegnarsi agli Alleati a Malta, ove giunse il giorno seguente alle 17.50, ormeggiandosi al largo di Madliena Tower.
Il 12 settembre si rifornì di carburante alla Valletta ed il 14 settembre lasciò l'isola, insieme a parte della squadra italiana frattanto ivi consegnatasi (corazzate Italia e Vittorio Veneto, incrociatori Eugenio di Savoia, Duca d'Aosta, Montecuccoli e Cadorna, cacciatorpediniere Artigliere, Grecale, Velite) e si trasferì ad Alessandria d'Egitto, ove giunse il 16.
Fino all'armistizio il Da Recco aveva svolto 176 missioni di guerra (tra cui 70 di scorta), percorrendo complessivamente 68.318 miglia.
Nel corso della cobelligeranza fu impiegato in missioni di scorta ai convogli Alleati e di rifornimento delle corazzate Italia e Vittorio Veneto internate ai Laghi amari.
Dal 5 febbraio al 26 ottobre 1944 fu sottoposto a lavori nell'Arsenale di Taranto.
Proseguì l'attività di rifornimento ai Laghi Amari (con partenza da Taranto) fino all'8 maggio 1945.
Nell'immediato dopoguerra fu impiegato per trasportare personale e materiali dapprima sulla rotta Taranto-Napoli e successivamente, dal 25 settembre 1945 al 7 febbraio 1946, sulla rotta Catania-Malta.
Ridislocato a Taranto, non fu più impiegato in mare aperto. Negli ultimi anni della sua vita assunse i ruoli di Comando Dragaggio (dal 1º marzo 1948 al 30 novembre 1950) e poi di ammiraglia della I Divisione Navale (siluranti), dal 1º gennaio 1951 alla sua radiazione.
Disarmato il 15 luglio 1954 e radiato due settimane più tardi, si pensò di farne una nave museo, ma il progetto fu abbandonato e l'unico superstite della classe Navigatori fu avviato alla demolizione.

### Comandanti
Capitano di Vascello Ugo Salvadori (nato a Casale Marittimo il 23 ottobre 1897) (1939 - 14 aprile 1941)
Capitano di vascello Antonio Muffone (nato il 7 luglio 1892) (15 aprile 1941 - maggio 1941)
Capitano di vascello Stanislao Esposito (nato ad Avellino il 15 ottobre 1898) (26 maggio 1941 - 19 marzo 1942)
Capitano di vascello Aldo Cocchia (nato a Napoli il 30 agosto 1900) (20 marzo 1942 - 2 dicembre 1942)
Capitano di vascello Rodolfo Del Minio (nato a Pisa il 5 novembre 1900) (giugno - dicembre 1943)